# 손석형
손석형(孫錫亨, 1958년 11월 16일 ~ )은 대한민국의 제8·9대 경상남도의원이었다. 그리고 고향은 경상남도 창녕군이다.

## 학력
- 1969.03 ~ 1972.02 창녕공업고등학교 졸업
- ~ 2010.02 한국방송통신대학교 법학 학사 졸업

### 비학위 수료
- 2010.03 ~ 2013.02 창원대학교 행정대학원 행정학 석사 졸업

## 경력
- 권영길 국회의원 후보 공동선대본부장
- 노회찬 국회의원 후보 상임선대위원장
- 제4·8·9·11·13대 한국중공업(두산중공업) 노조위원장
- 민주노총 경남본부 제1·2·3대 본부장
- 민주노동당 경남도당 창원시 위원장
- 창녕공업고등학교 동문장학회 이사장
- 창원시 통일마라톤 초대 조직위원장
- 경남장애인단체총연합회 장애인권리구제위원
- 2008.06 ~ 2010.06 제8대 경상남도의회 의원
- 2008.06 ~ 2008.07 제8대 경상남도의회 전반기 건설소방위원회 부위원장
- 2008.07 ~ 2010.06 제8대 경상남도의회 후반기 건설소방위원회 부위원장
- 2008.07 ~ 2010.06 제8대 경상남도의회 후반기 예산결산특별위원회 위원장
- 2010.07 ~ 2012.01 제9대 경상남도의회 의원
- 2010.07 ~ 2012.01 제9대 경상남도의회 전반기 예산결산특별위원회 위원장
- 2012 국회의원 선거 창원시 성산구 야권단일후보(43.8%)
- 2016 국회의원 선거 창원시 성산구 진보단일화 경선(289표차 석패)
- 민중당 경남도당 창원시 지역위원회 위원장
- 민중당 제조업발전특별위원장
- 민중당 통일산업경제특별위원장
- 민중당 죽지 않고 일할권리 특별위원장

## 역대 선거 결과
|  | 20.02% |

|  | 54.79% |

|  | 55.10% |

|  | 43.83% |

|  | 3.79% |